# Prinzipienerklärung über die vorübergehende Selbstverwaltung

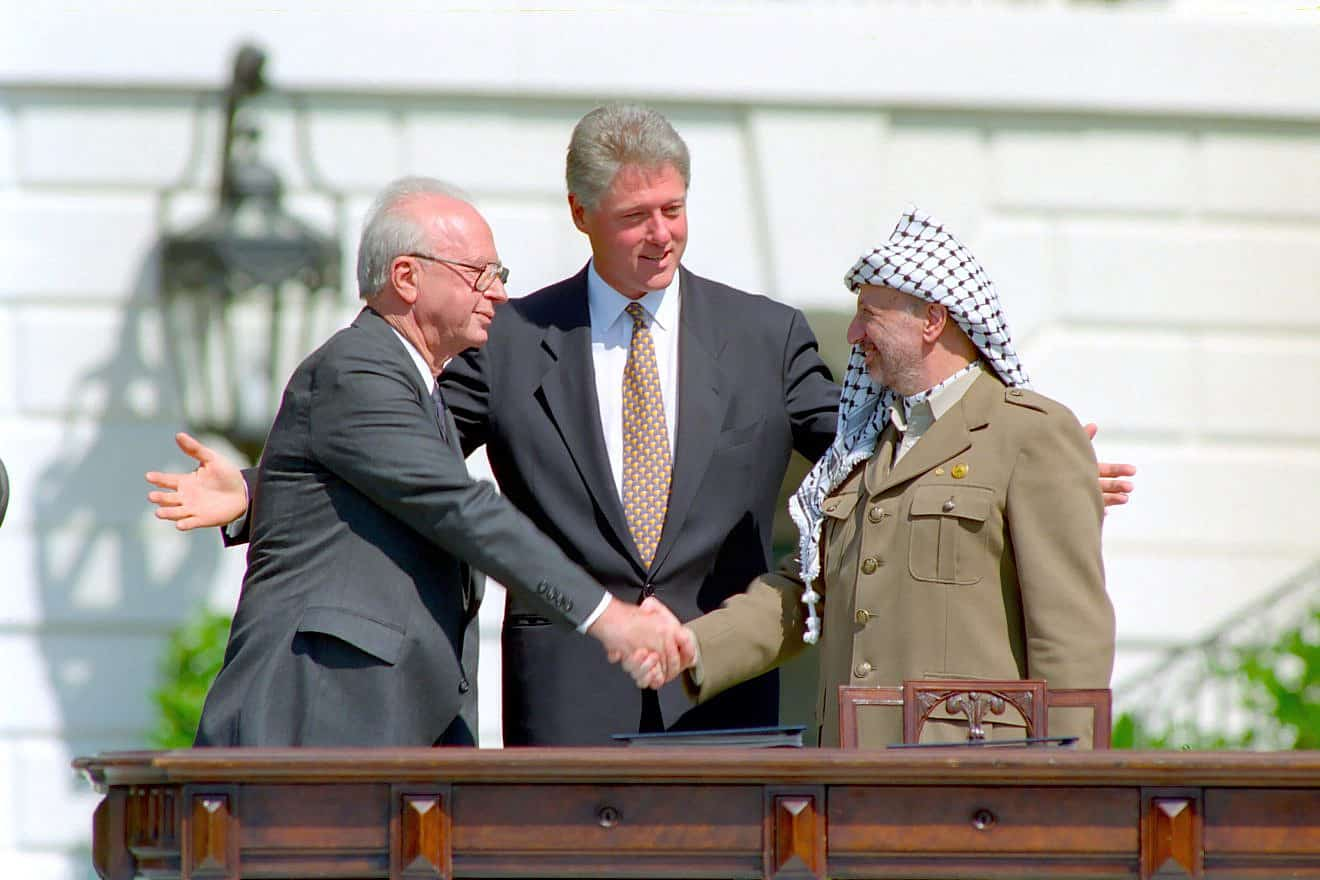
Bill Clinton, Jitzchak Rabin und Jassir Arafat im Weißen Haus, 13. September 1993

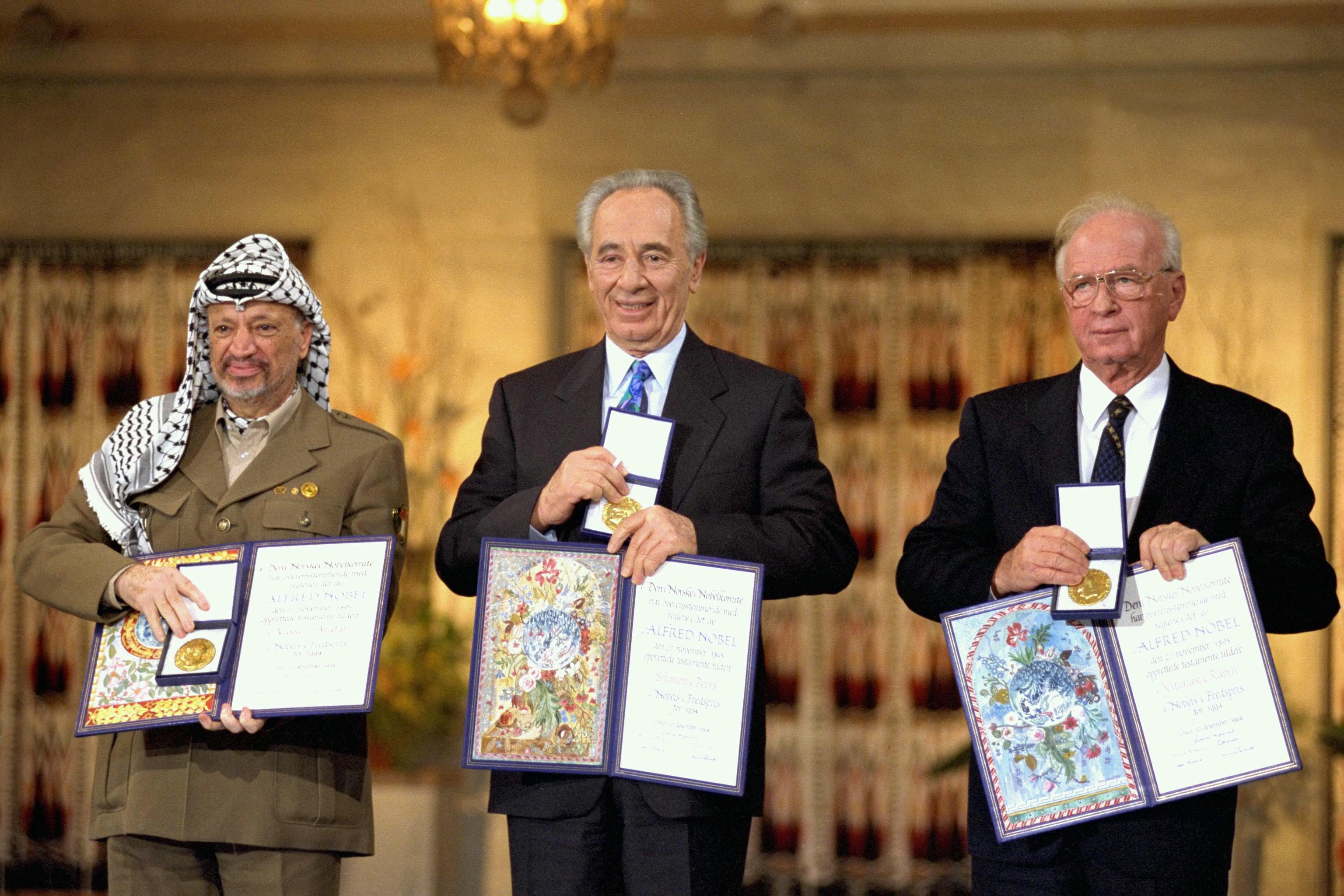
Jassir Arafat, Schimon Peres und Jitzchak Rabin erhalten den Friedensnobelpreis nach dem Oslo-Abkommen

Die Prinzipienerklärung über eine vorübergehende Selbstverwaltung ist eine Rahmenvereinbarung zwischen Israel und der Palästinensischen Befreiungsorganisation (PLO), die am 13. September 1993 in Washington, D.C. unterzeichnet wurde.
Die Vereinbarung ist auch unter den Bezeichnungen Declaration of Principles (abgekürzt DOP), Oslo-Abkommen oder Oslo I bekannt.
Die Rahmenvereinbarung wurde eine Woche später von der Knesset völkerrechtlich verbindlich ratifiziert. Eine völkerrechtlich verbindliche Ratifikation durch die PLO ist bis zum heutigen Tag nicht erfolgt. Sie trat dessen ungeachtet am 13. Oktober 1993 in Kraft.
Die Prinzipienerklärung war das erste Abkommen im Rahmen des Oslo-Friedensprozesses.
Dem Abschluss waren intensive inoffizielle Kontakte zwischen palästinensischen und israelischen Vertretern in Oslo vorausgegangen.
Die von der PLO und Israel unterzeichnete Rahmenvereinbarung enthält allgemeine Prinzipien für eine fünfjährige Interimsphase palästinensischer Selbstverwaltung. Fragen zum endgültigen Status wurden auf noch zu führende Verhandlungen verschoben.
Nach Unterzeichnung dieses Abkommens wurden Folgeverhandlungen geführt, die im „Abkommen über die palästinensische Teilautonomie im Gazastreifen und im Gebiet von Jericho“, kurz Gaza-Jericho-Abkommen, vom 4. Mai 1994 zu einer Präzisierung der Autonomierechte Palästinas führten.
Nach der Unterzeichnung der Osloer Verträge bekamen Jassir Arafat, Schimon Peres und Jitzchak Rabin den Friedensnobelpreis für 1994. Hier die Preisträger zusammen mit ihrer Medaille und ihrem Diplom im Osloer Rathaus. Die Friedensverträge wurden damals als wichtiger Startpunkt für Frieden in der Region gesehen.